# Grandas de Salime

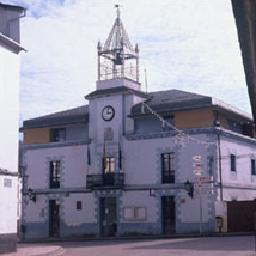
Casa consistorial, Grandas

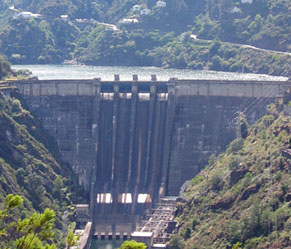
Salto de Grandas de Salime

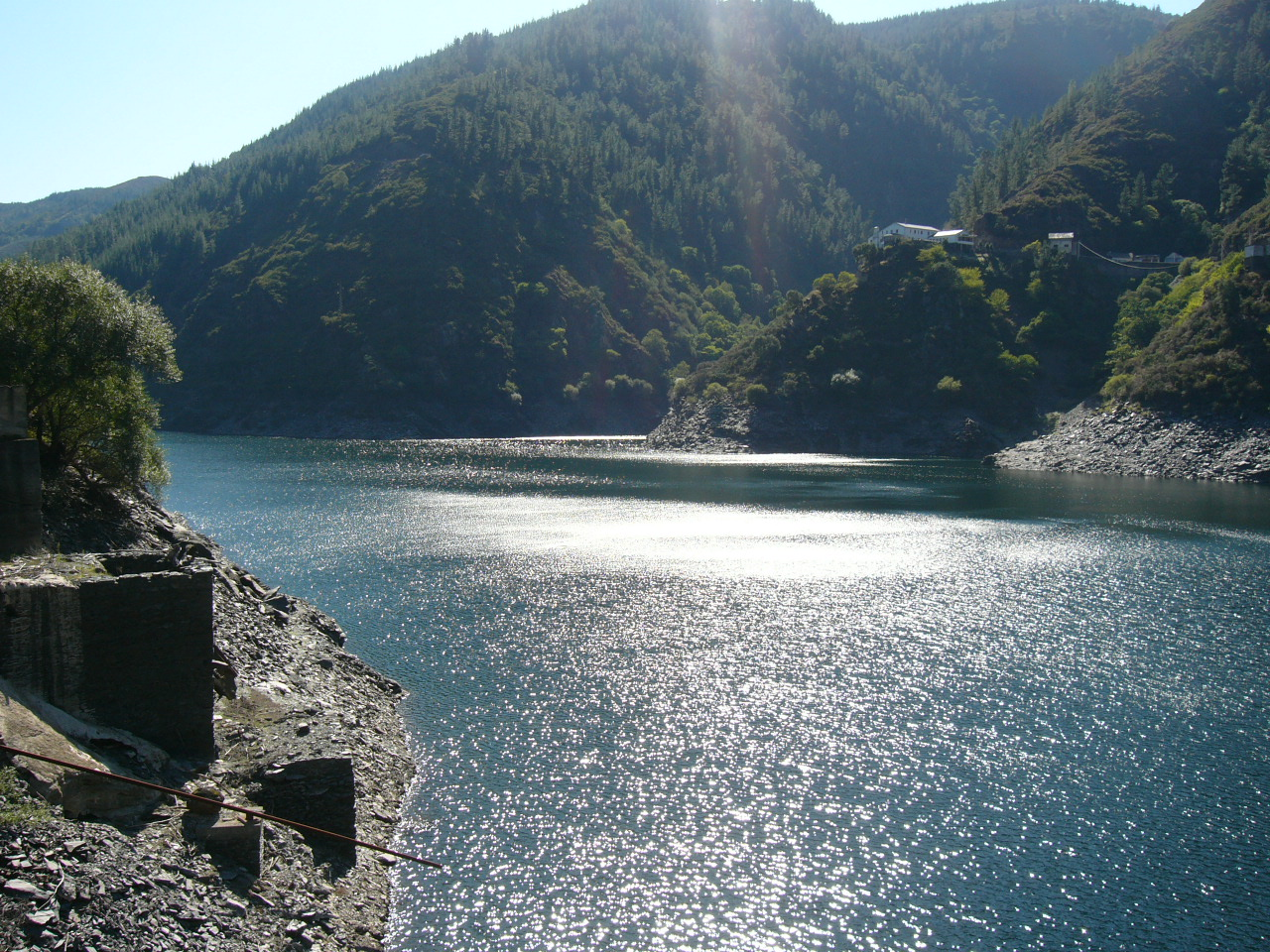
Embalse de Grandas de Salime

Grandas de Salime es un concejo de la comunidad autónoma del Principado de Asturias, España. Se encuentra situado en el interior de la Comarca Occidental del Principado de Asturias, limitado con la provincia gallega de Lugo por el sur y oeste y con los municipios de Santa Eulalia de Oscos, San Martín de Oscos, Pesoz y Allande. Cuenta con una población de 874 habitantes (INE 2017). Su capital es la villa de Grandas.
El embalse de Salime, inaugurado en 1954, y construido sobre el río Navia, constituye una de las señas de identidad del concejo y de la comarca.
El municipio es conocido también como una etapa en el Camino de Santiago. Como parte del Camino de Santiago constituye el último tramo asturiano de la Ruta Jacobea Primitiva antes de adentrarse en Galicia a través del Puerto del Acebo.
Es uno de los municipios en los que se habla eonaviego (o asturiano-gallego).

## Toponimia
En el año 2007 (por el Decreto 37/2007, de 12 de abril, por el que se determinan los topónimos oficiales del Concejo de Grandas de Salime) se oficializó la toponimia autóctona de Grandas de Salime.
Según E. Bascuas, "Salime" es una forma de origen paleoeuropeo, derivada de la raíz indoeuropea *sal- 'oleaje, agua que fluye, corriente'.
También existe una leyenda sobre el origen del topónimo, con el diablo como protagonista.

## Geografía
Tiene unas comunicaciones muy deficientes que van en torno a las carreteras AS-12, que sigue el río Navia continuado hacia Galicia, y la AS-14, que une Grandas con la AS-15 en el Puente del Infierno. Su capital, la villa de Grandas, se encuentra a una distancia de la capital del Principado de 149 kilómetros. Sus principales núcleos de población, por número decreciente de habitantes, son: la villa de Grandas, donde se concentra la mayor parte de la población, Santa María, Cereijeira y Castro, todos ellos en la parroquia de Grandas de Salime.
Su territorio tiene unas cotas que se sitúan entre los 400 y 800 metros son relieves suaves y ondulados, Todo el territorio está atravesado por la sierra del Acebo, su techo se encuentra en el monte Pedras Apañadas con una altura de 1204 metros. Esta cadena montañosa ejerce de barrera a las influencias climáticas oceánicas, teniendo una menor pluviosidad que el resto de los concejos de Asturias, a excepción de Cangas del Narcea e Ibias con más marcado carácter continental. Sus cuencas fluviales son el Navia y el Agüeira.
El concejo cuenta con espacios protegidos en las sierras de Carondio y Valledor. Su masa arbórea autóctona es el roble y el castaño, se ha introducido, para la repoblación de determinadas zonas, al pino. Hubo una repoblación conjunta entre el Consistorio y el Patrimonio Forestal del Estado que afectó a una superficie de 3115 hectáreas. Es un concejo eminentemente rural, donde toda su organización económica está en la villa de Grandas de Salime.

## Historia

### Prehistoria y Edad Antigua

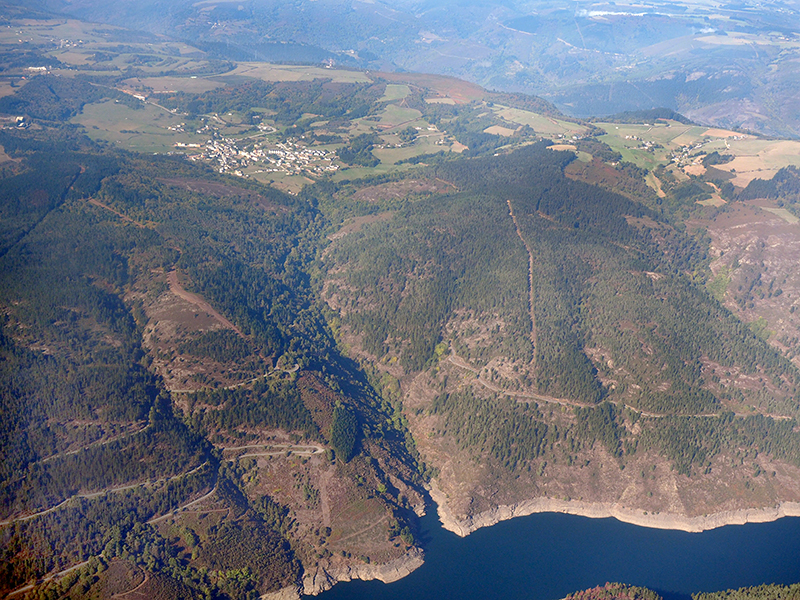
Vista aérea de la localidad

El concejo tiene gran cantidad de restos tumulares y otros restos materiales como cazoletas, figuras humanas, hachas pulimentadas y metálicas, etc. Todo esto fue encontrado en los túmulos de Chao de Cereixeira, el pico de La Cancela, y en Monte Bornela. También hay restos de estructuras funerarias en la Xorenga y Zarro.
La época castreña también tiene en el concejo sus restos como son: el castro del Chao Samartín, el castro de Pelou o el castro de Valabilleiro, todos ellos con restos de utillaje, como hachas pulimentadas, un hacha de talón de bronce con dos anillas o con una sola anilla. Todos estos castros están enmarcados en lo que era el sector lucense, habitado por pueblos galaicos prerromanos y actualmente están siendo excavados por un equipo arqueológico.
La época romana, afectó a todo este sector, principalmente por la fuerte actividad minera llevada a cabo en esta zona donde hay abundantes yacimientos auríferos. Se conservan evidencias como los túneles excavados en Penafurada para llevar el agua a las explotaciones mineras de Valabilleiro.

### Edades Media y Edad Moderna
En su periodo medieval ya tenemos noticias de que existía una demarcación denominada Granda, con una extensión mayor que la que tiene actualmente el concejo. Una gran influencia tuvo el monasterio de Villanueva de Oscos sobre estas tierras y sobre los concejos limítrofes. Fue Fernando II de León, quien otorgará a la iglesia de Oviedo las tierras de San Salvador de Granda y el castillo de Bourón, abarcando su poder a toda la zona occidental. Toda esta zona fue muy próspera, debido al paso de la ruta jacobea. El poder de la Mitra ovetense se prolongará a lo largo de los siglos, acumulando esta iglesia un gran patrimonio y poder en toda la comarca.
En los siglos XVI y XVII, con la desamortización de Felipe II, es cuando la iglesia ovetense perderá su hegemonía, se distribuirán lotes y serán sus habitantes quienes pagarían la redención. Uno de los lotes fue el que incluía las feligresías de San Martín de Oscos, Villarpedre, La Mesa y Salime, constituyendo estos tres últimos el concejo autónomo. Otro lote sería el integrado por las parroquias de Granda y Trabada. Aun así el poder señorial seguirá vigente en toda esta época y esto resultará patente en las elecciones de los representantes para la Junta General del Principado.

### Edad Contemporánea
Entre los siglos XVIII al XIX, es cuando a los concejos de Granda y Salime se les da nuevas ordenanzas que durarán poco, ya que se concederá a Grandas la capitalidad de uno de los partidos judiciales y en 1836 se integra el municipio de Salime en Granda, dando lugar a la actual demarcación de Grandas de Salime. Habrá nuevos cambios y en 1883, Grandas de Salime se unirá al distrito de Cangas del Tineo.
Otros acontecimientos del XIX, son la guerra de la Independencia que con el peregrinar de la Junta del Principado se reunió en Salime, o las guerras Carlistas, donde la columna carlista de Gómez dispersó la brigada Cristina de Famosa que tenía 3000 hombres.
Tras la guerra civil se intenta reactivar el concejo, se construyó la Presa de Grandas de Salime que produjo un auge en la vida del concejo, pero a partir de su construcción hubo un éxodo rural sin precedentes, debido al anegamiento de las tierras más fértiles, o la pérdida de pueblos bajo las aguas, o la falta de vías de comunicación entre los pueblos.

## Demografía
Grandas de Salime cuenta con una población de 779 habitantes (INE 2024).
| Gráfica de evolución demográfica de Grandas de Salime entre 1842 y 2021                                             |
| |
| Población de derecho según los censos de población del INE Población de hecho según los censos de población del INE |

Fue un concejo con una población muy estable hasta 1960, alrededor de 3500 habitantes, su punto máximo lo alcanza en 1952 con 3785 personas. La falta de emigración en esta época fue debido a la construcción de la presa de Salime que sirvió para fijar a la población, pero esto solo logró fijarla por algún tiempo. Hubo una segunda parte que fue al anegar las tierras fértiles de cultivo, provocando un despoblamiento de la zona y una aceleración de la emigración.
En 1960 se produce su primera oleada emigratoria que trae consigo una pérdida de población de 1085 habitantes, las siguientes oleadas fueron más pequeñas alrededor de 600 personas y la siguiente de 200 personas. Esta emigración fue de mayoría joven, que trajo como consecuencia la caída de la natalidad y un aumento del envejecimiento, ya que casi el 55% de la población se halla por encima de los 40 años.

## Economía
Aproximadamente la mitad de la población está en el sector primario, destacando en él la ganadería. El sector secundario solo absorbe un 25,1% de población mientras que el sector servicios que monopoliza todo el comercio tiene el 30,86%. En la última década también se ha notado un fuerte incremento en el desarrollo de plantaciones frutícolas tales como el cultivo del arándano, llegando a sumar unas 10 hectáreas de extensión de este cultivo.
En los últimos años ha habido un incremento del sector turístico y de alojamientos como son las casas rurales que junto con el aprovechamiento de las posibilidades de ocio del embalse, lo cual contribuye a generar rentas complementarias en un concejo donde la población mayor de 40 años comienza a acercarse al 55%

## Administración y política

### Gobierno municipal
En el concejo de Grandas de Salime, desde 1979, el partido que más tiempo ha gobernado ha sido el PSOE entre 1983 y 1987 y desde 2004. El actual alcalde es Eustaquio Revilla Villegas del PSOE, quien gobierna desde 2004.
| Periodo   | Nombre                       | Partido | Partido                                    |
| --------- | ---------------------------- | ------- | ------------------------------------------ |
| 1976-1979 | José Cachafeiro Valladares   |         | Unión de Centro Democrático (UCD)          |
| 1979-1983 | Manuel Ramón Martínez Guzmán |         | Unión de Centro Democrático (UCD)          |
| 1983-1987 | José Luis Castelao Díaz      |         | Federación Socialista Asturiana (FSA-PSOE) |
| 1987-1995 | José Cachafeiro Valladares   |         | Centro Democrático y Social (CDS)          |
| 1995-1999 | José Cachafeiro Valladares   |         | Independientes por Grandas (IPG)           |
| 1999-2004 | José Cachafeiro Valladares   |         | Partido Popular (PP)                       |
| 2004-act. | Eustaquio Revilla Villegas   |         | Federación Socialista Asturiana (FSA-PSOE) |

| Partido político    | Partido político                                                    | 1979   | 1983   | 1987   | 1991   | 1995   | 1999   | 2003   | 2007   | 2011   | 2015   | 2019   | 2023   |
| Partido político    | Partido político                                                    | Ediles | Ediles | Ediles | Ediles | Ediles | Ediles | Ediles | Ediles | Ediles | Ediles | Ediles | Ediles |
|                     | Federación Socialista Asturiana (FSA-PSOE)                          | 0      | 6      | 3      | 2      | 2      | 3      | 3      | 6      | 6      | 5      | 5      | 5      |
|                     | Grandaleses Agrupación Independiente (GAI)                          | —      | —      | —      | —      | —      | —      | —      | —      | 1      | 2      | 2      | 2      |
|                     | Alianza Popular (AP)-Partido Popular (PP)                           | 0      | 3      | 1      | 1      | 0      | 5      | 4      | 3      | 2      | 0      | 0      | 0      |
|                     | Unión de Centro Democrático (UCD)-Centro Democrático y Social (CDS) | 11     | —      | 5      | 6      | —      | —      | —      | —      | —      | —      | —      | —      |
|                     | Independientes por Grandas (IPG)                                    | —      | —      | —      | —      | 6      | —      | —      | —      | —      | —      | —      | —      |
|                     | Centristas Asturianos (CAS)                                         | —      | —      | —      | —      | 1      | —      | —      | —      | —      | —      | —      | —      |
|                     | Unión Renovadora Asturiana (URAS)-Partíu Asturianista (PAS)         | —      | —      | —      | —      | —      | 1      | 2      | 0      | 0      | —      | —      | —      |
| Total de concejales | Total de concejales                                                 | 11     | 9      | 9      | 9      | 9      | 9      | 9      | 9      | 9      | 7      | 7      | 7      |

### Organización territorial
Según el nomenclátor de 2010, el concejo de Grandas de Salime se divide en 7 parroquias:
- Grandas de Salime: 800 habitantes
- La Mesa (A Mesa'): 33 habitantes
- Negueira: 22 habitantes
- Peñafuente (Penafonte): 87 habitantes
- Trabada: 72 habitantes
- Villarpedre: 5 habitantes
- Vitos: 17 habitantes

## Cultura

### Patrimonio
- La iglesia parroquial de San Salvador de Grandas, el templo fue completamente remodelado en los siglos XVII, XVIII y XIX. Sigue conservando su portada románica aunque está empotrada en un muro, tiene cuatro arquivoltas semicirculares descansando toda esta estructura en impostas que tienen relieves de hojas. La iglesia actual es de planta de cruz, con una sola nave, crucero de cúpula sobre pechinas con cabecero y torre cuadrada. Toda la iglesia está rodeada por un pórtico sobre arcos de medio punto. Tiene en su interior un retablo obra de Juan de Castro de dos pisos y ático, dividido en cinco calles. Las calles se separan por columnas estriadas.
- La casa rectoral, construcción rural del siglo XIX, realizada en mampostería de pizarra. Esta construcción es típica de la zona. Es un conjunto que tiene además de la casa, corral, hórreo y panera. Hoy en día está rehabilitada y alberga el Museo Etnográfico.
- La casa Román del siglo XVIII, construida en mampostería de pizarra tiene una fachada sin apenas vanos. Su estructura es de patio interior con capilla adosada. Destaca en la puerta tres piedras monolíticas con tejadillo de pizarra.
- La casa Magadán del siglo XVIII, su estructura es de torre cuadrada y de tres pisos con un ala rectangular a un lado. Destaca la entrada que es un gran hueco, sobre el que se sitúa el balcón. La casa está construida en el material tradicional que es mampostería y pizarra.
- La casa Rubiero del siglo XVIII, es un conjunto de edificaciones alrededor de una torre. La puerta de entrada tiene arco de medio punto y sobre él su escudo nobiliario. Destaca la modestia de su construcción
- La casa de la familia Robledo del siglo XVIII, su estructura es de bloque rectangular con galería abierta, tiene escudo en la fachada. La capilla está separada del edificio.
- La central de Salime, construcción seleccionada por la organización Docomomo (Documentación y Conservación del Movimiento Moderno) por su significado dentro de la arquitectura moderna. Es obra de Joaquín Vaquero Palacios. De ella hay que destacar la sala de las turbinas con pinturas de su hijo Joaquín Vaquero Turcios, en la que se narra toda la construcción de la presa.
- El Museo Etnográfico de Grandas de Salime, creado en 1986 reúne una gran cantidad de instrumentos tradicionales y que suman más de 8000 piezas. Este museo era la antigua casa rectoral que fue rehabilitada según su primitivo estilo. En ella que podemos ver las diferentes dependencias de la casa típica rural: la cocina, el almacén de aperos, la destilería, el dormitorio, la cuadras y sus construcciones auxiliares como hórreo y panera. También tiene una importante colección de madreñas. Es el prototipo del museo vivo, ya que en él se puede observar en directo el trabajo de diferentes profesionales de la artesanía como son: tornería, telares, herrería, como la destilación de orujo y elaboración de vino dando como resultado un museo que supera lo meramente expositivo para convertirse en una muestra viva de la vida tradicional del concejo y de la comarca en general.

### Fiestas
- En marzo: el día 19 las de San José en Villarello.
- En mayo: el día 15 las de San Isidro en Fogosa y el 29 Los Remedios en Santa María.
- En junio: el día 13 de junio es San Antonio en Villabolle. Fiesta conocida por la subasta de productos típicos de la zona.
- En julio: los días 2 y 3 las fiestas de Nuestra Señora del Carmen en Grandas de Salime, el día 21 las fiestas de Santa Marina en La Coba.
- En agosto: el primer fin de semana la jira campestre en La Farrapa y San Salvador en Grandas de Salime (As Festoas), el día 16 San Roque en Escanlares, el último domingo del mes la fiesta de la Sardina en Grandas de Salime y el 31 la fiesta de La Bellido en Teijeira, el día 10 San Lorenzo en Nogueiróu. También se celebra la semana posterior a las fiestas del Salvador las de la iglesia de San Lázaro en Padraira los días 7 y 8 de agosto.
- En mayo: a finales la fiesta de La Virgen de los Remedios en Santa María.